# Pidonia sciaphila
Pidonia sciaphila là một loài bọ cánh cứng trong họ Cerambycidae.